# Paweł Lucewicz
Paweł Lucewicz (ur. 8 czerwca 1985) – polski kompozytor muzyki filmowej, dyrygent i producent muzyczny, magister sztuki, absolwent Akademii Muzycznej w Bydgoszczy w klasie fortepianu, perkusji oraz dyrygentury jazzowej i klasycznej. Ukończył również klasę perkusji klasycznej w Państwowym Liceum Muzycznym im. Mieczysława Karłowicza w Poznaniu. Jest członkiem Europejskiej Akademii Filmowej (EFA).

## Życiorys
Debiutował jako twórca muzyki teatralnej w słupskim Teatrze Rondo, kompozycją do sztuki „Kolacja u Belzebuba” w reżyserii Stanisława Miedziewskiego.
W 2010 roku skomponował muzykę do filmu Piksele w reżyserii Jacka Lusińskiego, z którym pracował również przy cyklu dokumentalnym Wrzesień 1939. Znany jest ze ścieżek dźwiękowych do filmów Carte blanche, Czarny mercedes, Bokser, Disco Polo oraz seriali Pod powierzchnią, Prokurator, O mnie się nie martw, Stulecie winnych, Szadź. Autor muzyki do filmu Znachor w reżyserii Michała Gazdy.
Jest autorem muzyki do ponad 40 ścieżek dźwiękowych. W 2013 roku został nominowany do nagrody z najlepszą muzykę do filmu Beauty and the Breast (reż. Liliana Komorowska) na Międzynarodowym Festiwalu Filmowym w Mediolanie. Rok wcześniej otrzymał również nominację do nagrody „BoWarto!” przyznawanej przez rozgłośnię radiową RMF Classic, dla najlepszego młodego kompozytora muzyki filmowej.
W 2014 roku skomponował i wyprodukował piosenkę "Miasto" promującą film Jana Komasy Miasto '44. Utwór, wykonany przez Anię Iwanek i Pati Sokół z gościnnym udziałem Piotra Cugowskiego, przez 14 tygodni był obecny na Liście przebojów Radia Zet, osiągając drugie miejsce.
Współpracował m.in. z Margaret, Pati Yang, Anią Karwan, Heart & Soul i Natalią Sikorą.